# Matthias Sindelar
Matthias Sindelar (Kozlau (Iglau), Osztrák–Magyar Monarchia, ma: Csehország, 1903. február 10. – Bécs, 1939. január 23.) osztrák labdarúgó, az osztrák Wundermannschaft középcsatára.

## Életpályája

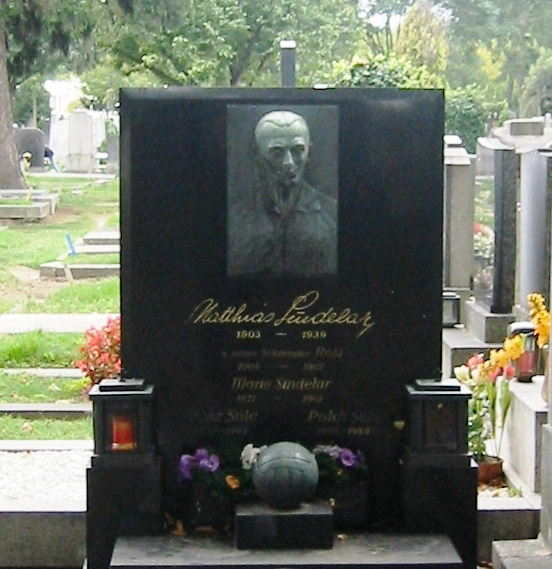
Matthias Sindelar sírja a bécsi központi temetőben

A csehországi Kozlauban (ma: Jihlava része) született. Az Austria Wien játékosaként a „bécsi iskola” tagja volt. Az osztrák labdarúgó-válogatott fénykorát jelentő csodacsapat (Wundermannschaft) középcsatáraként 43 válogatott mérkőzésen 27 gól ért el.
Halálának körülményei máig tisztázatlanok; egyes vélemények szerint öngyilkos lett, hogy ne kelljen szerepelnie a náci Németország válogatottjában.

## Sikerei, díjai
- Austria Wien:
  - Osztrák bajnok: 1926
  - Osztrák kupagyőztes: 1925, 1926, 1933, 1935, 1936

## Külső hivatkozások
- Profil az Austria Wien hivatalos honlapján (angolul)
- Profil a footballdatabase.eu-n (angolul)
- Matthias Sindelar adatlapja a national-football-teams.com-on Archiválva 2012. március 18-i dátummal a Wayback Machine-ben (angolul)
- Pályafutása statisztikái a fussballdaten.de-n (németül)
- Channel 4 News: Matthias Sindelar Archiválva 2010. június 11-i dátummal a Wayback Machine-ben (angolul)
- Játékosprofil - Austria archívum (németül)